# Mordechai Vanunu

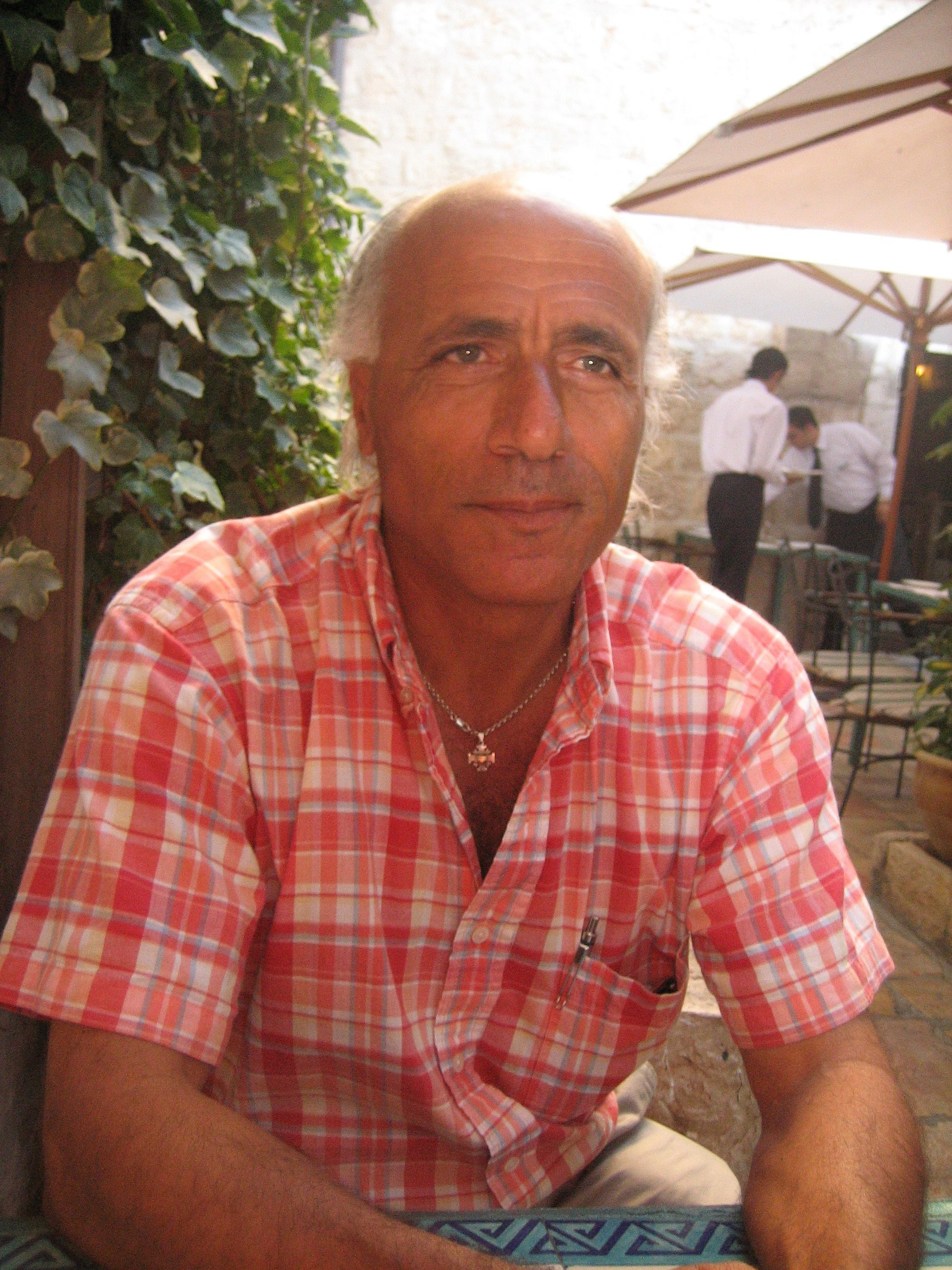
Mordechai Vanunu i juni 2009.

Mordechai Vanunu (hebreiska: מרדכי ואנונו), född 13 oktober 1954 i Marrakesh, Marocko, är en israelisk kärntekniker som tidigare arbetade inom Israels nukleära industri och som 1986 avslöjade Israels kärnvapenprogram samt landets innehav av dessa vapen för brittisk press.
Vanunu föddes i Marocko av judiska föräldrar. Fadern var rabbin. 1963 flyttade Vanunu till Israel tillsammans med sin familj. Han studerade fysik i Tel Aviv och började 1976 arbeta vid kärnreaktorn Dimona i Negevöknen. Vanunu sade upp sig från sitt arbete 1985, och arbetade då med separation av plutonium vid en underjordisk del av Dimona, som Vanunu hade fotograferat med sin privata kamera.

## Avslöjandet
Efter ha rest runt i olika länder bosattade Vanunu sig i Sydney i Australien, där han kom i kontakt med en frilansjournalist vid namn Oscar Guerrero. Vanunu berättade för Guerrero att han hade bevis för att Israel i hemlighet hade tillverkat kärnvapen. Brittiska The Times blev intresserade av den berättelse som Guerrero förmedlat, och Vanunu reste 1986 till London för att bli intervjuad och överlämna fotografier. Han förblev därefter i London medan The Times skulle verifiera hans uppgifter.
Vanunu var dock övervakad av den israeliska säkerhetstjänsten Mossad. Han kontaktades av en ung kvinna som utgav sig för att vara amerikanska, och som lockade honom på en romantisk helgutflykt till Rom, där hennes syster uppgavs ha en lägenhet. Den unga kvinnan var dock en Mossadagent vid namn Cheryl Ben-Tov, och den 30 september 1986 kidnappades Vanunu i Rom, varefter han i drogat tillstånd transporterades till Israel i en packlår som skickades som diplomatpost. Anledningen till detta upplägg var att den brittiska säkerhetstjänsten MI-5 fått kännedom om Mossads kidnappningsplaner, och påpekat att detta inte fick ske på brittisk mark.
The Times hade vid denna tidpunkt verifierat Vanunus uppgifter, men avvaktade med publiceringen eftersom de förlorat kontakten med honom. Brittiska Daily Mirror publicerade 28 september 1986 en artikel som hävdade att Vanunus uppgifter var falska. The Times systertidning The Sunday Times publicerade 5 oktober 1986 Vanunus bevis för Israels kärnvapenproduktion. Israel dementerade uppgifterna.

## Fängelsedom
I en hemlig rättegång dömdes Vanunu till 18 års fängelse, av vilka han kom att tillbringa de första 11 åren i isoleringscell. Först år 2000 fick Vanunu och hans advokat ta del av protokollen från rättegången.
Den 21 april 2004 frigavs han. Vanunu är dock av den israeliska staten tvingad till att stanna kvar inom Israels gränser. Dessutom är hans yttrandefrihet starkt begränsad. Detta blev mycket uppmärksammat över hela världen. Hösten 2004 sökte han politisk asyl i bland annat Sverige, något som dock nekades honom. I november 2004 sattes han åter i husarrest efter att - enligt israeliska myndigheter - ha yppat hemliga uppgifter till "oauktoriserade".
Vanunu har efter frisläppandet konverterat till kristendomen och tagit sig namnet John Crossman.
Den 1 juli 2007 fängslades Vanunu på nytt, sedan Israel ansåg att han brutit mot de restriktioner han belagts med - förbud att tala med utländska medborgare och medier samt förbud att lämna Jerusalem.

## Utmärkelser
Vanunu tilldelades Right Livelihood Award 1987 för sitt avslöjande av Israels kärnvapenprogram.